# コリントの信徒への手紙一4章
コリントの信徒への手紙一4章(こりんとのしんとへのてがみいち4しょう)は、新約聖書のコリントの信徒への手紙一の中の一章。1-5節は神の秘義の管理人について、6-7節は持っているものはすべて受けたものであることについて、8-13節は「強い」コリントの信徒たちと「弱い」パウロについて、14-16節はパウロがコリントの信徒たちを「愛する子ども」として諭すことについて、17-19節は傲慢なコリントの信徒たちへの警告、20-21節は神の国が持つ力についてである。以下の注解では書名や人名、地名は口語訳に従う。

## 注解
田川は「このようなわけだから」に関し、コリント人への第一の手紙3章23節においてすべては神のものであり、神の前では誰も誇ることができないと表明した直後に自分が神の秘密の管財人であると主張することは論理的に整合しないとして批判する。「人は」というのは人間一般のことではなくコリントの信徒たちを指していることは続く2-5節の内容からも明らかである。パウロは神の代行者であると思い上がっており、パウロのことをコリントの信徒たちが批判することは許されないという傲慢な主張であるとする。
「仕える者」と訳されているのはυπηρέτας(hypēretas)であり、υπηρέτης(hupéretés)の男性複数対格である。υπηρέτης(hupéretés)はservant使用人、helper助手などの意味がある。υπηρέτης(hupéretés)は聖書外では例えばギリシャ神話においてヘルメスがゼウスの力と権威を背後に持つ使者であるという意味合いを持つ。七十人訳聖書では箴言14章35節において命令を忠実に遂行することがυπηρέτης(hupéretés)にとって必要であることが表現されている。
新約聖書においてはイエス・キリストが会堂で礼拝する場面において会堂における助手としての「係りの者」を表す言葉として使われている。
Morris,Robertson,Ciampa,Rosner,Conzelmann,Fee,Fitzmyer,Taylor,榊原はコリント人への第一の手紙3章5節でυπηρέτης(hupéretés)の類義語であり「仕え手」を意味するδιάκονος(diakonos)の男性複数主格であるδιάκονοι(diakonoi)が使われていることを指摘し、3章5節と関連付けて「このようなわけだから」を読むべきであるとする。
3章5節で使われているδιάκονος(diakonos)は給仕をするしもべを表す。ルカによる福音書22章27節では動詞形で使われている。
υπηρέτης(hupéretés)は船のオールを動かす奴隷のことである。これは過酷な肉体労働と主人のために徹底的に働く隷属をも示している。使徒行伝13章5節では「助け手」という意味でマルコと呼ばれるヨハネを連れていた記述がある。
ルカによる福音書1章1-2節においても使われており、イエスの直弟子、使徒たちを表す言葉としても使われている。ここからキリスト教会における教職者もυπηρέτης(hupéretés)であると考えることができる。
この節ではそのような主人に仕える側面に加えて他の奴隷に対して上の立場に立てられている側面がある。ここで管理している「奥義」とはキリストの十字架である。カルヴァンはこの「奥義」が聖礼典と関連付けて考えられるべきであり、御言葉を司る人物は聖礼典の管理者ともなるとしている。
口語訳で「要求されている」と訳されているのはζητεῖται(zēteitai)であり、これはζητέω(zéteó)の現在直説法受動態3人称単数である。テクストゥス・レセプトゥス、ウェストコット・ホート、ネストレ・アーラントのいずれもζητεῖται(zēteitai)を採用しており、すべての英訳聖書がこれを採用している。この読みはバチカン写本等によって支持されているが、Comfortはパピルスやシナイ写本、アレクサンドリア写本等によってより強力に支持されており、またより難しい異読である現在命令法能動態2人称複数のζητειτε(zéteite)の方がオリジナルの本文である可能性が高いとする。続く3節でもパウロの働きがコリントの信徒たちによって判断されていることが示されており、直訳すると「管理者に忠実であることをあなたがたは要求しなさい」となるζητειτε(zéteite)と読むべきであると考えられる。そのように考えるとコリントの信徒たちはパウロが神の奥義の忠実な管理者であることを認めるはずであると主張されていると読める。 「忠実である」と訳されているのはπιστός(pistos)である。to be trusted、信頼できるという意味はfaithful、忠実であることや信仰深いなどの意味がある。πιστός(pistos)は新約聖書において67回用いられており、そのうちの16回が「信仰深い」という意味で使われている。ヨハネによる福音書20章27節においてはそのような意味で使われている。
パウロ自身については、コリント人への第一の手紙7章25節において「信任を受けている者」としてπιστός(pistos)を使っている。ここでは忠実であることや信頼できるという意味だけではなく代理者としての意味をも示している。
ヨハネの黙示録21章5節においては御言葉が信頼できるものであると表明されている。
コリントの信徒たちは教師たちを知恵、雄弁さなどの個人的な基準で評価していた。しかし神の裁きの根拠はそれらの事柄ではなく、忠実であることである。コリント人への第一の手紙1章9節やコリント人への第一の手紙10章13節で神自身がπιστός(pistos)、つまり忠実な方であることが示されており、神の基本的な特質は信頼性があることなのである。奉仕者もまた神への忠実さが求められているのである。
口語訳で「さばかれ」「さばく」と訳されているのはἀνακρίνω(anakrinó)である。この言葉はexamine、調べるという意味やquestion、質問する、judge、判断するなどの意味がある。コリント人への第一の手紙2章15節では判断するという意味で使われている。
ルカにおいては尋問する、裁判で取り調べるといった用例で使われている。
聖書を調べるという意味でも使われることがある。
「人間の裁判」と訳されているἀνθρωπίνης ἡμέρας(anthrōpinēs hēmeras)は直訳すると「人間の日」であり、法廷が定めた裁判の日のことを指す。また、「なんら意に介しない」はεἰς ἐλάχιστόν ἐστιν(eis elachistos estin)であり、直訳は「最も小さなことにしかならない」である。 榊原はパウロがパウロ批判に対して反撃を行っているため、「なんら」意に介しないとまでは言えない側面もあるとする。しかし「最も小さいことにしかならない」と言っているようにパウロ批判を小さなものにしていっているとは言える。それは裁く者たちの赦しにもつながっていくのである。
「わたしは自ら省みて、なんらやましいことはない」と口語訳で訳されているのはοὐδὲν γὰρ ἐμαυτῷ σύνοιδα(ouden gar emautō synoida)であり、直訳は「私は自分自身に対して何も知らない」である。New Revised Standard Versionも同様に”I am not aware of anything against myself”と訳している。σύνοιδα(synoida)の名詞形はσυνείδησις(suneidésis)であり、良心という意味を持つ。New Jerusalem Bibleでは”my concience does not reproach me”となっており、つまり私の良心は私を責めることはないと解釈することもできるのである。人間の判断は肯定的であれ否定的であれ、パウロ自身であれ他人のものであれ、不完全なものでしかない。この節は人間の評判に対してパウロが厚かましい態度を取っているといったことではなく、δεδικαίωμαι(dedikaiōmai)が完了直説法受動態一人称単数であることからパウロが義とされるかどうかはまだ係争中であることが表現されている。義認はあくまでも終末論的なものなのである。 ヴェントラントはシュラッターの「自己審判は自己救済と同様あり得ない」に依拠して来るべき裁き、あるいは救済は自分でなすことはできないということであるとする。人が義を受けることができるのは神の恵みある判決のみであることがローマ人への手紙3章21-26節にも表れている。
ハーンはこのローマ人への手紙の箇所を義認の核心的な箇所であるとする。21-23節はパウロ自身に由来し、24節は論争されているが25-26節aは(「信仰をもって」はパウロ由来の可能性もあるが)パウロが受け取った伝承であると考えられる。「見のがしておられたが」は「赦しておられた」の意味であり、イエス・キリストの贖いの出来事によって「神の時」に赦しが与えられたのである。その義と認められることの基礎は洗礼の出来事である。洗礼はキリストの血によって与えられた贖いが前提となる。そうして「神の義を示す」(実証する)ことが行われるのである。ルター及びブルトマンはここに義認の法廷的性格を見る。信仰によって人間は受動的に神の義を受けることができるのである。シュラッターは神の義を神の属性であるとし、人間を神との正しい関係に導く存在と考える。
口語訳で「さばいては」と訳されているのはκρίνω(krinó)である。3節及び4節の「さばく」はἀνακρίνω(anakrinó)である。ここでは接頭語が取り除かれている。接頭語ανα(ana)は「間」という意味がある。田川は5節において接頭語が取り除かれているのは、基本的に3,4節と5節の「さばく」は同じ意味ではあるもののより裁判用語としての裁く意味を強調していると考えられるとする。 ヘイズは3章においてパウロが仕える者のたとえを使い、4章において再びそれを用いているが、3章では神に仕える者たちはともに一つの目標に仕えるということであったのに対し、4章においては仕える者は主人に対して忠実であるかどうかということを問題にしているとする。力のある奴隷は現代では土木作業における親方やホワイトハウスの職員の長に近いイメージで考えることができる。そのような奴隷、つまり管理者はキリストの十字架という隠された知恵を告げ知らせることが使命なのである。その重要性の前には再臨のキリストの裁きを待たずに先走って裁くコリントの信徒たちの判断は問題にならないのである。セネカは自己評価の重要性を語ったが、自己評価さえパウロにとっては重要なことではない。神の裁きについてイエス・キリストが語っている箇所としてルカによる福音書12章42-44節が挙げられる。
「ほまれ」と口語訳で訳されているのはἔπαινος(epainos)である。ἔπαινος(epainos)の基本的な意味はpraise、賞賛という意味である。「暗い中に隠れていること」「心の中で企てられていること」は神からほまれを受けるような良い志のことである。コリントの信徒たちは使徒パウロの行動の表面しか見ておらず、その動機まで見ることができていなかった。 Orr,Waltherはパウロが受けてきたこの世におけμετασχηματίζω(metaschématizó)る報いは侮辱、迫害、中傷であった。それらのものを受けながらパウロは暴力や復讐を用いるのではなく悪を取り除く働きをしたのであるとする。それはキリストに連なる働き方であり、その報酬が神からのほまれなのである。
口語訳で「当てはめて言って聞かせた」と訳されているのはμετεσχημάτισα(meteschēmatisa)であり、μετασχηματίζω(metaschématizó)のアオリスト直説法能動態一人称単数である。μετασχηματίζω(metaschématizó)はchange the form of a person or thing、人や物事の形を変えるという意味が第一義として挙げられる。田川は口語訳の「言って聞かせた」は原文にないとして批判し、「形を変えた」が直訳であるとしている。多くの学者によって「例にとって」と訳しているが、μετασχηματίζω(metaschématizó)という動詞とは別にたとえるという意味の動詞が存在しており、たとえるという意味では使われない言葉である。この言葉を使った意義としてパウロとアポロの関係について語っていたが、本題はコリントの信徒たちの姿勢について論じることであったとする。
榊原は「わたし自身とアポロ」の前の部分で「あなたがたのゆえに」という一句が原文には存在しているが口語訳では訳出されていないと指摘する。榊原も田川と同様にパウロとアポロを話題にしたのは婉曲にコリントの信徒たちについての語りであったとし、その上でその婉曲表現は教会事情へのパウロの配慮であったとする。公衆の面前で恥をかかせるようなことをするのではなく、遠回しで上品な言い方を採用する工夫をなし、コリントの信徒たちを正しい道へと引き戻すことをしようとしているのである。

「しるされている定めを越えない」の「定め」は原文にはなく、田川は直訳は「書かれてあること以上ではない」であるとしている。この「書かれてあること」の具体的内容として1章や3章で具体的に引用された旧約聖書のテクスト、旧約聖書全体を漠然と指す言葉、コリントの信徒たちとパウロが共通して知っていた格言であるなどの可能性がある。ヘイズは多くの注解者によって標語や格言であったが、それがどのような意味を持つかは論争されてきたものの、その意味することは明らかに旧約聖書であるとする。「書かれているもの」という言葉をパウロが用いる時、そこでは旧約聖書引用がなされている。コリント人への第一の手紙1章19節、31節、2章9節、16節、3章19節、20節の6箇所においてそれが見られる。
それも引用句の中では人間には誇るものが何もないことが示されており、ここでパウロが「高ぶることのないためである」と書いていることと合致するのである。
小川はアポロ主義やペテロ主義といったことを否定しているだけではなく、パウロ主義をも否定しているとする。現代でもルター主義やカルヴァン主義、バルト主義といったものがあるが、そうしたものはこの箇所におけるパウロの主張に反するのである。

八木誠一はパウロがコリント教会の信徒の富、栄え、強さと対比して自分の弱さと低さを語るのはコリントの信徒たちが高ぶることのないため、つまり弱さはエゴの誇りを無にするものであり、強さは虚しい高ぶりを引き起こすものとして否定されるとする。青野はこれに加えてパウロはただ弱さを誇っているのであり、本当に誇りとするべきものはイエス・キリストの十字架でしかないことを語っているとする。そのことがガラテヤ人への手紙6章14節に表れている。
口語訳で「偉くしている」と訳されているのはδιακρίνει(diakrinei)であり、διακρίνω(diakrinó)の現在直説法能動態三人称単数である。διακρίνω(diakrinó)は区別する、疑う、決定するなどの意味がある。使徒行伝15章9節では差別という意味で使われている。
パウロにおいては他の箇所では「わきまえる」という意味でも使っている。
「疑う」という意味で使われる場合は神学的に信仰と対比させる意味で用いられる。
田川はある者を他の者と区別するということは特別に優れた者とみなすということにもなるので、「特別視する」と訳している。3節及び4節でἀνακρίνω(anakrinó)を使い、また5節でκρίνω(krinó)を使った上で7節でδιακρίνω(diakrinó)を使うことで語呂合わせを行っているとも指摘している。 青野はこの箇所はマタイによる福音書20章1-16節「ぶどう園の日雇い労働者のたとえ」と関連付けて読むべきだとしている。青野は荒井献に依拠してこのイエスが語ったたとえはファリサイ派が律法を基準として人間をランク付けする合法主義に対する批判であることを指摘した上でどのような立場でこのたとえを聞くのかによってその受け取り方は大きく変化すると議論する。1時間しか働かなかったにもかかわらず1日分の賃金を与えられた側に立ってこのたとえを聞けばその過分な扱いにただただ感謝する他ない。一方で長時間労働した者たちの不平不満に自らを同一化して聞けば当然さらなる賃金が与えられなければ気が済まないことになる。しかしここではすべての者は1時間しか働かなかった者と同じではないかということを問いかけている。それはパウロの「受けたものでないものがあるか」という言葉に表れているのである。
「王になっている」はギリシャ語ではβασιλεύω(basileuó)である。βασιλεύω(basileuó)は「王である」という意味がある。田川もこの言葉は「王となる」というよりは「王である」という意味であるとし、その上で「王である」ということは政治的支配をするような王というものが考えられているのではなく宗教者の到達しうる最高の状態として「王になる」と表現している。 Robertsonはこの「満腹している」「王になっている」「富み栄えている」をパウロによる強烈な皮肉と考える。その上でこれはルカによる福音書22章29-30節にある神の王国と関連付けて読むべきであり、コリントの信徒たちは自分たちだけの千年王国を手に入れたと考えたのではないかとする。しかしこれはあくまでも皮肉であり、パウロはコリントの信徒たちは千年王国を手にしてなどいないと主張しているのである。
Morrisはパウロの皮肉はパウロたちが耐えなければならなかった試練、低さとコリントの信徒たちの気楽さを対比しているとする。「満腹している」と訳されているギリシャ語は使徒行伝27章38節にあるように食べ物により満腹するという意味でも使われる言葉である。
この箇所においてはコリントの信徒たちが精神的な食べ物をすべて手に入れている状態のことを指しており、キリスト教信仰により成長するのではなくストア派のような自己完結に陥っていた。その結果「わたしたちを差しおいて」つまり「わたしたちと一緒にならずに」「王になっている」と語るのである。 ローマ人への手紙8章17節においては真の神の相続人であればキリストと共に苦しみ、キリストと共に栄光を受けるはずだとパウロは語っている。
Conzelmannは犬儒派やストア派において賢者こそが「王」であるとされることを指摘し、黙示信仰やグノーシス主義にそれは受け継がれる。コリントの信徒たちは既に昇天したキリスト、つまり霊にあずかっていると考えていたが、パウロはそれは終末論的な出来事であるとする。現在の状態と「目標」の間にはキリストの再臨と最後の審判が存在するのである。
「わたしはこう考える」と口語訳で訳されているのはδοκέω(dokeó)である。δοκέω(dokeó)は考える、思う、予測するなどの意味がある。マタイによる福音書6章7節においては「思い込む」の意味でも使われている。
マルコによる福音書10章42節では「評判の高い」という意味でも使われている。
田川は口語訳や新共同訳聖書の「死刑囚」では分かりにくいと批判し、「死に定められた者」と訳した。その上でConzelmannに依拠してストア派は哲学者は競技場の競技者(見世物)にたとえられたことを指摘し、ローマ時代には剣士が競技に負けて殺される場面を観客は楽しんだ歴史的事実を認識すべきだとする。こうして見世物にされて殺される剣士たちにパウロは自分たちをたとえた。パウロのお陰でコリントの信徒たちはクリスチャンになれたくせにパウロに文句を言う、けしからんというメッセージであり、パウロは自分の状況を誇張して語っているとする。 Fitzmyerは使徒とは支配するために立てられたのではなく「死の印」を付けられた存在となると指摘する。使徒は神によってキリストの十字架に献身させられ、十字架につけられたキリストと同じ状況に置かれた剣闘士のような状況と見ている。それは世界、天使、人々に見世物とされたという言葉と合致する。使徒たちは剣闘士のようにアリーナで戦うが、それは強い存在としてではなく弱い存在として描いているのである。それは窮地であり、大衆の娯楽の犠牲でさえある。
「尊ばれ」と口語訳で訳されているのはἔνδοξοι(endoxoi)であり、ἔνδοξος(endoxos)の男性複数主格である。ἔνδοξος(endoxos)は名誉のある、栄光の、卓越したといった意味がある。ルカによる福音書13章17節ではイエスの行いがすばらしいという意味で使われている。
「卑しめられている」と口語訳で訳されているのはἄτιμοι(atimoi)であり、ἄτιμος(atimos)の男性複数主格である。不名誉な、というのが主な意味である。マルコによる福音書6章4節においてはキリストの言葉で預言者が敬われないという意味で使われている。
田川は愚か、賢い、弱い、強い、尊ばれ、卑しめられ、といった言葉がすべて動詞では表現されていないため口語訳のように「となっている」と現在形で訳すか過去のこととして「となった」と訳すべきかは原文からは明らかではなく、補って読む必要があることを指摘する。そのうえで田川は11節の「今の今まで」という言葉と合致し、かつここで語っている関係は過去のコリントの信徒たちとパウロとの関わり方のことであるから、過去形で「となった」と訳すべきであるとする。
青野はパウロは「わたしたちは弱い」と言い表すことによってコリントの信徒への手紙一2章1-3節における「十字架につけられてしまっているキリスト」と同様にパウロが弱くかつ恐れ、ひどく不安であった生のあり方と重なるとする。

Ciampa,Rosnerはパウロがコリントの信徒たちが強く、賢く、尊ばれていると語っていることは皮肉であるとした上でパウロが弱く、愚かで卑しめられているのはキリストのためだとする。逆にコリントの信徒たちが自分たちは強く、賢く、尊ばれていると主張することは神の呼び声から自分たちを締め出す行為なのである。
Ciampa,Rosnerは8節でパウロがコリントの信徒たちは「すでに」満ち足りて、富み、満足しているという言葉と対応させてこの箇所の「今の今まで」を記述しているとする。パウロにとっては現在とは栄光ではなく苦しみの時なのである。
Feeはパウロは11-13節における苦難のリストを提示することで、皮肉ではなく直接的に使徒職の不名誉を詳細に説明しているとする。このリストはキリストの福音の宣教師としてのパウロの状況と、コリントにおける闘争に対応する。このリストの目的はあくまでもコリントの信徒たちを教育するためのものであり、コリントの信徒たちはこのようなパウロの姿に倣うべきなのである。
ヘイズはここで列挙している苦難を克服すべき不幸であるとか、試練とは考えておらず、キリストの苦難に一致するからこそ使徒職の真正さを示すとする。飢え、渇き、着るものがない、泊まるところがないというのは項目としてはありふれているが、キリストが経験してきた苦難と一致するという点においてそれは特別で重要なものなのである。このあり方はコリントの信徒たちがすでに満足し、大金持ちになっているあり方とは対極のものである。パウロがこのような状況に置かれていたのはコリントの信徒たちの援助を断ったからである。それはコリントの信徒たちにとっては恥ずべきことであった。

Robertsonは「裸にされ」という言葉は一般的なギリシャ語では軽装で進むという意味があり、ヤコブの手紙2章15節でも同じ言葉が使われている。
「打たれ」は拳で殴られるといった意味で、口語的であるとする。マルコによる福音書14章65節ではイエスが殴られる場面で使われている。
「苦労して」と口語訳で訳されているのはκοπιῶμεν(kopiōmen)であり、κοπιάω(kopiaó)の現在直説法能動態一人称複数である。κοπιάω(kopiaó)はハードワークする、疲れる、もがくといった意味がある。ヨハネによる福音書4章6節では同じ言葉が「疲れた」という意味で使われている。
パウロが天幕づくりの仕事をしていたことは使徒行伝18章3節で描かれている。
「苦労して自分の手で働いている」について、田川はパウロが裕福な家庭で生まれ育ったことを示唆するとする。通常の庶民にとって苦労して働くことは当然のことであり、それをわざわざ強調し、宣教の傍ら働いていることを特別視しているという。 榊原は伝道の苦労に加えてパウロが稼ぐために働くことの苦労をも背負い、二重の労苦をしていることを表しているとする。そのうえではずかしめられては祝福し、迫害されては耐え忍ぶという言葉はパウロが持つ人間関係における道徳的な面が強調されている。イエスの山上の垂訓でも同様の教えが述べられている。
「優しい言葉をかけている」と口語訳で訳されているのはπαρακαλοῦμεν(parakaloumen)であり、παρακαλέω(parakaleó)の現在直説法能動態一人称複数である。παρακαλέω(parakaleó)は呼びかけるというのが基本的な意味である。田川はののしられるという言葉に対置されている言葉であるため、「慰める」などと訳す場合が多いが、παρακαλέω(parakaleó)にはそのような意味はなく、あくまでもののしられても真実を呼びかけ続けたという趣旨の事を語っており、口語訳の「優しい言葉をかけている」は原文とは大きく異なるとして批判している。
Thiseltonはπαρακαλέω(parakaleó)は嘆願する(King James Version)、親切に話す(New Revised Standard Version)、調和を図ることを試みる(Revised English Bible)など多様に翻訳され、また「呼びかける」という基本的な意味を採用するとしても招く、助けを求めて呼ぶ、訴える、証人として呼ぶなどやはり多様な意味合いを持ちうるとする。Thiselton自身は道徳的な勇気をもって訴え、コリントの信徒たちの誤解を解いたとする。
「人間のくず」と口語訳で訳されている部分を田川は「あらゆるものの塵芥」と訳している。「人間の」に対応するのは「すべてのもの」を意味するπάντων(pantōn)であり、「この世」つまり世界と対応しているものとしてこの語を用いているため、翻訳するなら口語訳の「人間のくず」より新共同訳聖書の「すべてのものの滓」の方が原文に近いとする。

Ciampa,Rosnerはパウロたち使徒が「生贄」「この世界のための供え物」と解釈される場合があるが、パウロたちは「死刑を宣告される」とは言っているものの、実際にこの時点で死刑になっているわけではない。これはもっと一般的かつ徹底的な侮辱として受け取る方が自然である。パウロはコリントの信徒たちの一部についてコリント人への第一の手紙1章26-27節においてコリントの信徒たちを「愚かな者」「弱い」と呼んだが、パウロ自身をパウロはそれよりももっと低い存在として見ていると考えることができる。
「はずかしめるため」と口語訳で訳されているのはἐντρέπων(entrepōn)であり、ἐντρέπω(entrepó)の現在分詞能動態男性単数主格である。ἐντρέπω(entrepó)は「そちらに向く」「敬意を表する」という意味で使われる場合が多く、「はずかしめる」という意味で使われる場合は少ない。数少ない例として他にテトスへの手紙2章8節が挙げられる。
他にも七十人訳聖書でイザヤ書44章11節で同様の意味で使われている。
田川はギリシャ語の通常の語義においてἐντρέπω(entrepó)は敬意を表するという意味であり、その意味に取るべきであると主張する。自分のことを「ごみ」と言って謙遜するのはコリントの信徒たちに敬意を表するためではないという皮肉であるとするのである。マルコによる福音書12章6節でもそのような用法で同じギリシャ語が使われている。
人が他者を批判、叱責する際にはひそかな満足感が軽蔑と混ざりあう場合がある。パウロはコリントの信徒たちを整え、父親のような愛情を持ち、愛児を屈服させるのではなく必要な援助を与えることに専念した。この父親的愛情はパウロとコリントの信徒たちの間における特別なものであった。 νουθετέω(noutheteō)は非行に対する非難を指す言葉で、諭すと訳される場合が多い。それはこの節で示されているように、愛の中での批判である。類義語の名詞がエペソ人への手紙6章4節で使われている。
μυρίους(myrious)はμυρίος(méros)の男性複数対格である。μυρίος(méros)は口語訳、新共同訳聖書、新改訳2017では「一万人」と訳されている。一万という意味もこのギリシャ語にはあるが、第一義としてはcountless、「無数の」という意味が挙げられている。田川はこのことから、前後関係として明らかに一万という意味に取れる場合以外は通常「無数」と訳すべきであると主張している。また、自分をコリントの信徒たちの父親のように言うことはコリント人への第一の手紙3章6節で表明したことと矛盾しており、傲慢な主張であると批判している。
「養育掛」と訳されているのはπαιδαγωγοὺς(paidagōgous)であり、παιδαγωγός(paidagógos)の男性複数対格である。養育掛は奴隷の中で子どもを学校へ連れて行くことやしつけや朗読など様々な事柄を教え、身の回りの世話をする役割を持つ者であった。養育掛の役割が重要であるとしても、その重さは実の父親とは比べ物にならないものであった。 ヘイズはパウロがコリントの信徒たちの「父」であると主張することは、共同体の創設者であることの表現として考えられるとする。コリントの信徒たちに最初に福音をもたらしたのはパウロに他ならず、パウロによってコリントの共同体は存在し得たのである。この特別な関係を表現するためにパウロは「養育掛」と「父」という表現を対比させている。「養育掛」の用法としては他にガラテヤ人への手紙3章24節が挙げられる。
後代の写本では「わたしにならう者となりなさい」の後に「私がキリストにならうように」が追加されている。コリント人への第一の手紙11章1節にもそのような記述があり、それに合わせて加筆されたと考えられる。
田川は「私を真似る者となりなさい」と訳し、これがテサロニケ人への第一の手紙1章6節にも出てくると指摘した上でパウロが自分を絶対化し、パウロ教的な教えをしている傲慢な主張であるとする。
小川は田川の上記の主張を引用した上で「すべてがあながたがのものである」とコリント人への第一の手紙3章の末尾に書いているため、パウロ主義をパウロ自身が取っているわけではないと指摘する。パウロにならうということはパウロの絶対化のことではなく、パウロ主義の否定、つまり神中心主義にならう者となるように勧めていると読むことができるのである。
カルヴァンはパウロがこの世の栄光を軽視し、十字架のキリストの卑しさ・汚辱を誇りとする生き方をしていたとする。自分たちが何ら軽んじられるような存在ではなく、誇り高い人間だとコリントの信徒たちが思い込んでいたことに対してパウロはコリントの信徒たちが自分を捧げてキリストに仕え、耐え忍ぶ生き方へと変えられるように諭しているのである。
テモテはパウロの長年に渡る同労者であり、パウロの重要な協力者であることがコリント以外にもピリピ人への手紙やテサロニケ人への第一の手紙などにもテモテへの言及があることによって示されている。テモテは小アジアのルステラ出身で、ユダヤ人女性とギリシャ人の父との間に生まれた。パウロが割礼をテモテに授けたことからテモテの母はテモテに割礼を授けておらず、敬虔で厳格なユダヤ教の教育をテモテが受けていないことを示唆している。しかしテモテは周囲からの評判が良く、パウロからも強い信頼を受けていたことがテサロニケ人への第一の手紙にも示されている。
「生活のしかた」と口語訳で訳されているのはὁδούς(hodous)であり、ὁδός(hodos)の女性複数対格である。ὁδός(hodos)はway,road、道という意味やjourney、旅などの意味がある。田川は「キリスト・イエスにおける私の道」といった直訳をすべきであり、口語訳のような「生活のしかた」や新共同訳の「イエス・キリストに結ばれたわたしの生き方」といった言い方は当時のギリシャ語でも道が宗教用語で信仰のあり方を示していたことが表現できていないとする。さらに新共同訳聖書の「結ばれた」は原文にはないとして批判している。 テモテを「つかわした」という言葉から、パウロが手紙を書いた時点ではテモテの派遣がされていなかったが、手紙が到着した時点では遣わされていた、つまりテモテがコリント人への第一の手紙を届けた可能性も議論されている。しかし、コリント人への第一の手紙16章10節からは手紙の到着時点ではテモテが派遣されていなかったことが示唆されている。
テモテは「主に忠実」な者であり、パウロがコリント人への第一の手紙4章2節で強調している教会指導者に要求される要件を満たしており、テモテ自身がパウロを模範として生きているため、派遣者としてふさわしいと考えられた。パウロがテモテを通して教えようとしたのはどのように歩めば神に喜ばれるかということだったのである。
新共同訳聖書では「わたしがもう一度あなたがたのところへ行くようなことはないと見て」と訳されているが、「もう一度」という言葉はギリシャ語の原文にはないとして田川は批判している。
複数の学者による研究から見えてくるコリントの信徒たちのパウロに対する考え方について、いくつかの視点がある。Morrisとヴェントラントは、コリントの一部の信徒たちはパウロがコリントに来ないことに対して、彼がコリントの信徒たちに立ち向かう勇気がないと考えていたとする。。彼らはパウロの姿勢に不満を抱き、そのことが彼らの考えを強固にしていた可能性がある。さらに、テモテの派遣がこの見解を強める要因となっている可能性も考慮される。テモテの派遣によって、パウロの不在がより現実味を帯びさせることになった。信徒たちはパウロの訪問を待ち望み、彼が実際には自分たちを訪問しないことに対して腹を立てていたとアンブロシウスは述べている。

口語訳で「高ぶっている」と訳されているのはἐφυσιώθησάν(ephysiōthēsan)であり、φυσιόω(phusioó)のアオリスト直説法受動態三人称複数である。φυσιόω(phusioó)はpuff up、膨れる(高ぶる)、誇るといった意味がある。アオリスト直説法は基本的に過去の事柄に使われているが、ここではパウロがコリントに来る可能性が低いと認識した時点から「高ぶり始めた」といった意味合いで使われている。
「すぐにでもあなたがたの所に行って」について、榊原はピリピ教会でも同様にテモテを派遣して手紙を送り、その後ピリピ教会を訪れる例があったことを指摘する。
ピリピ人への手紙は獄中書簡であるが、コリント人への第一の手紙は獄中書簡ではないので、コリントの信徒たちは獄中にいるなどの事情ではなく、かつまだパウロが訪問していなかったのでパウロ自身はコリントに訪問するつもりがないと考えていた人々がいた。パウロはコリント人への第一の手紙16章8-9節にあるようにエペソ伝道を行っており、コリントに訪問することができなかった。
しかし、これはコリントにパウロが訪問しないということを意味せず、コリント人への第一の手紙16章5-6節ではマケドニヤを通過してコリントで冬を過ごしてからコリントから出発することを目指していた。ここでのコリント訪問をより良いものにするため問題を改善する必要がパウロにはあったのである。ただしエペソ伝道の進展等訪問の可否はすべて主のお許しによるとも付け加えている。
田川は「言葉ではなく、その力を見せてもらおう」について、単に考えが正しいことではなく、奇跡的な力を見せることを指しているとする。ガラテヤ人への手紙3章5節にも同様にパウロが奇跡的な力を行使していたことが示されている。
Robertsonは「力」とは奇跡的な力のことではなく、人々をキリスト者の生活へと導くことであるとしている。
γὰρ(gar)は理由を表す接続詞であり、19節における「言葉ではなく、その力を見せてもらおう」と言ったことの理由が神の国が言葉ではなく力であるということである。新共同訳聖書では「神の国は言葉ではなく力にあるのですから。」と訳している。
カルヴァンはここで言う「神の国」とは神がわたしたちのうちに支配する目的のために存在するものすべてであるとする。そのうえで言葉、つまりどんな雄弁でも言葉だけが響くということは虚しく、力、つまり純粋性と忍耐をもって奉仕が行われるところでこそ威光は現れる。力という言葉には奇跡だけに限定されることではなく、より広い意味を持つのである。今に生きる人間たちも巧妙に語ることに執着し、終始してしまう場合がある。

ヴェントラントは「言葉」と「力」を2度対比させることでコリントの信徒たちが雄弁を重視していることに反論しているとする。パウロの宣教は単なる言葉ではなく、聖霊の力に満ち溢れた言葉なのである。「神の国」はイエスを宣べ伝えた後に神の支配について語ることを指すとする。神の国は最終的には終末論的に完成するが、現在において神の国は現れ始めているのである。
「むち」はギリシャ語ではῥάβδῳ (rhabdō)であり、ῥάβδος(rhabdos)の女性単数与格である。マタイによる福音書10章10節においては「つえ」の意味で用いられており、宣教旅行の際につえなどの物品を持つことの禁止が語られている。一説ではギリシャ哲学の犬儒派は背負かばんとつえとマントを特徴としていたため、犬儒派と区別するためにこのような命令が出たとの解釈がある。
この節においてはギリシャ人の養育係の奴隷が杖を用いてしつけを行っていたため、そのことが考えられている可能性がある。動詞形は杖で打つ、鞭で打つという意味がある。ローマの刑罰の一種であり、尋問の際の拷問にも用いられ、使徒行伝16章22節にあるようにパウロとシラスも受けている。
キリストが鞭打たれる場面で使われる動詞はφραγελλόω (phragelloó)であり、ラテン語のflagelloの借用語である。こちらのむち打ちは鉛や骨の切片が用いられたむちを利用して十字架刑の執行前に行われたものである。
カルヴァンはこのパウロの厳しい警告はコリントの信徒たちがかたくなであるゆえであるとしている。パウロが本来望んでいることは「愛と柔和な心」をもってコリントの信徒たちと向き合うことである。しかしパウロは父としてコリントの信徒たちに相対しなければならないので、場合によってはむちを持つことをも辞さないのである。ただし父である以上いかなるときも、むちを持つときであっても子を愛してやまないものである。ここでいう「むち」は破門とも解釈できるが、より広い意味で叱責とカルヴァンは解釈する。
18-21節は5章1-13節につながる移行部分である。パウロの長期不在で傲慢になり、分派行動を起こす原因となっていた指導者たちにパウロが力を示すことを警告している。